# Bauernhaus (Echsheim)

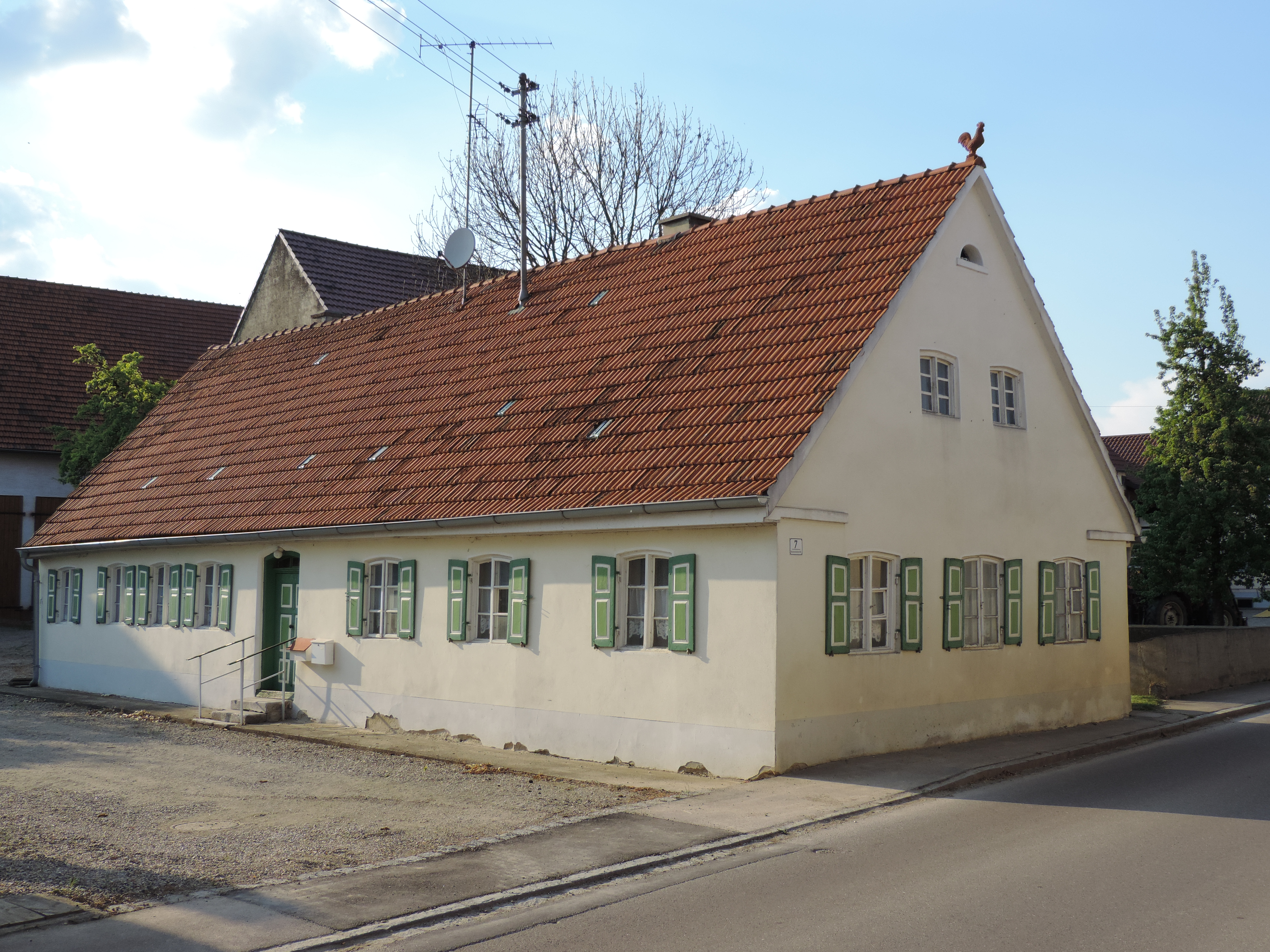
Bauernhaus Reichersteiner Straße 7 in Echsheim (2014)

Das Bauernhaus in Echsheim, einem Gemeindeteil von Pöttmes im schwäbischen Landkreis Aichach-Friedberg in Bayern, wurde in der zweiten Hälfte des 19. Jahrhunderts errichtet. Das Bauernhaus an der Reichersteiner Straße 7 ist ein geschütztes Baudenkmal.
Der erdgeschossige giebelständige Satteldachbau mit Segmentbogenfenstern und Traufknoten (orthogonal ausgerichteter Anbau) hat drei zu sechs Fensterachsen. Auf der Giebelspitze sitzt ein Hahn aus Ton. 
Die mittige Tür an der Traufseite hat sechs rechteckige Felder.